# فورستنزل
فورستنزل (به آلمانی: Fürstenzell) یک شهر در آلمان است که در بایرن واقع شده‌است.

## خصوصیات
فورستنزل ۷۹٫۳۱ کیلومترمربع مساحت دارد ۳۲۰–۴۹۷ متر بالاتر از سطح دریا واقع شده‌است.